# A Wong Foo, grazie di tutto! Julie Newmar
A Wong Foo, grazie di tutto! Julie Newmar (To Wong Foo, Thanks for Everything! Julie Newmar) è un film del 1995 diretto da Beeban Kidron e interpretato da Patrick Swayze, Wesley Snipes e John Leguizamo, nei panni di tre drag queen.

## Trama
Vida Boheme e Noxeema Jackson sono due drag queen di gran classe e carisma che si esibiscono in famosi locali gay newyorkesi. Le due vincono un viaggio per Hollywood per concorrere all'elezione di "Miss Drag Queen dell'anno"; poco dopo conoscono Chi-Chi Rodriguez, una drag queen ispanica alle prime armi, e decidono di cambiare i loro progetti per noleggiare una Cadillac del 1967 e portare con loro anche lei, perché impari ad essere una vera drag queen. Chi-Chi infatti manca delle qualità tipiche di una drag queen ed è egoista e capricciosa: per diventare una vera drag-queen dovrà apprendere le "quattro lezioni fondamentali", che nel corso del viaggio corrisponderanno alle sue azioni positive o negative. Le tre si imbarcano in un viaggio stravagante per gli Stati Uniti, tenendo come feticcio protettore una fotografia autografata di Julie Newmar che Vida ha rubato in un bar (la dedica presente sulla foto dà il titolo al film).
La traversata si rivela ben presto più complicata del previsto: le tre si ritrovano nel paese di origine di Vida, dove quest'ultima ha uno spiacevole confronto con sua madre, che non ha mai accettato la sua omosessualità; questo le porterà a prendere una strada sbagliata e a essere fermate dallo sceriffo Dollard, uomo omofobo, che tenta di violentare Vida: quando scopre il suo sesso biologico, ne rimane talmente scioccato da venir messo KO da uno spintone. Credendolo morto le tre scappano via, ma poco dopo la Cadillac si guasta e loro rimangono bloccate nei pressi di Snydersville, uno sperduto paesino. Qui vengono soccorse da Bobby Ray, un ragazzo del posto, che le conduce all'albergo gestito da Carol Ann e dal suo violento marito Virgil.
La riparazione dell'auto richiede più tempo del previsto, e le tre amiche sono costrette a scontrarsi con la mentalità ristretta degli abitanti del paesino, volta all'umiliazione della donna e dei non-americani: Chi-Chi viene infatti molestata da un gruppo di ragazzi, ma viene nuovamente salvata da Bobby Ray, il quale la crede una vera donna e prova attrazione per lei. Nel frattempo Vida e Noxeema fanno amicizia con le altre donne del paese, e le aiutano a darsi un nuovo look; anche loro vengono infastidite dai ragazzacci del posto, ma Noxeema dà loro una bella lezione. Affezionatesi agli abitanti di Snydersville, le tre decidono quindi di dar loro una mano nell'allestimento della "Festa delle Fragole" che si svolgerà di lì a poco.
Nel frattempo Dollard, una volta rinvenuto, viene deriso dai suoi colleghi, e si mette a caccia delle tre drag queen. Intanto Vida scopre che Carol Ann viene picchiata da Virgil e accorre in suo aiuto, riuscendo infine a cacciare di casa l'uomo. Chi-Chi, invece, vorrebbe iniziare una relazione con Bobby Ray, causando il dolore di Bobby Lee, figlia di Carol Ann e Virgil, a sua volta innamorata del ragazzo; quando però capisce di non poterlo ingannare, rinuncia al suo amato e lo lascia alla rivale, aiutandola addirittura a conquistarlo. Grazie allo spirito amorevole delle drag queen, gli abitanti del paese riscoprono la passione e la serenità, e danzano tutti insieme un valzer sotto lo sguardo benevolo delle tre.
Intanto lo sceriffo Dollard incontra Virgil, che lo conduce a Snyderville; tuttavia gli abitanti del paese, finalmente al corrente dell'identità delle tre drag queen, accorrono a proteggerle affermando di essere tutti delle drag queen (in una citazione del film Spartacus). Nuovamente umiliato, Dollard è costretto a scappare; anche Virgil ha un confronto con Carol Ann, la quale ormai ha riscoperto la sua indipendenza, e viene cacciato via definitivamente. Colpite dal comportamento degli abitanti del paese, le tre drag queen imparano a loro volta importanti lezioni sulla propria vita: Noxeema decide di addolcire il suo carattere ed essere più sicura di se stessa, Chi-Chi impara a essere altruista e decide di aspettare il suo vero grande amore, Vida andrà dalla sua famiglia perché la accettino così com'è.
La "Festa delle Fragole" riscuote un notevole successo, ma ormai la Cadillac è stata riparata dalla stessa Carol Ann e le tre drag queen devono ripartire. Gli abitanti di Snydersville salutano con commozione le nuove amiche; in particolare Carol Ann rivela a Vida di aver sempre saputo che loro non erano vere donne perché aveva notato immediatamente il pomo d'Adamo, che solo gli uomini hanno; tuttavia, lei non pensa a loro come uomini o donne, ma come angeli. Commossa, Vida le regala la foto di Julie Newmar.
Il trio riesce finalmente a raggiungere Los Angeles e Chi-Chi, che ormai ha appreso tutte e quattro le lezioni imparando che una vera drag queen non ha solo portamento ed eleganza ma anche bontà e abnegazione, viene incoronata "Miss Drag Queen dell'anno" dalla stessa Julie Newmar.

### Le "Quattro Fasi"
Nel film Chi-Chi deve passare "quattro fasi", ossia quattro lezioni da imparare, per diventare una drag queen a tutti gli effetti. Questo particolare elemento del film è diventato ben presto di culto, al punto che molto spesso viene citato e parodiato ancora oggi in alcuni programmi statunitensi come America's Next Drag Queen. Le quattro fasi sono le seguenti:
"I buoni pensieri siano la tua spada e il tuo scudo"Chi-Chi apprende questa lezione poco dopo l'inizio del suo percorso, quando, dopo aver accettato la guida di Vida e Noxeema, prega perché possa avere il coraggio di affrontare le prove che l'aspettano. Questo sta a significare che una vera drag queen parte sempre con buoni propositi.
"Ignorare le avversità"Chi-Chi guadagna questo punto quando, pur di dormire in un comodo hotel e non in automobile, ignora il pericolo di essere insultata o picchiata e si reca alla reception, riuscendo in realtà a ottenere un trattamento lussuoso. Una vera drag queen, dunque, non si ferma di fronte alle difficoltà pur di vivere alla grande.
"Conformarsi alle regole dell'amore"incapace di ingannare Bobby Ray, che la crede biologicamente donna, Chi-Chi sacrifica il suo amore in favore della piccola Bobby Lee. Per questo guadagna il terzo punto, in quanto una vera drag queen difende il vero amore.
"Più grande della vita stessa è la giusta misura"diventata ormai una drag queen di classe e avendo imparato importanti lezioni sulla sua vita, Chi-Chi viene incoronata dalla stessa Julie Newmar, arrivando così alla fase finale. Una vera drag queen, infatti, supera qualsiasi limite.

## Produzione
Il film è considerato la risposta statunitense al film australiano Priscilla, la regina del deserto. Il titolo del film viene da una reale foto con dedica di Julie Newmar che un tempo era appesa in un ristorante di Hollywood, il China Bowl; Wong Foo (detto "Fooey") ne era il proprietario e aveva tappezzato le pareti con le dediche delle star che vi avevano sostato. Il produttore del film aveva visto quella foto poco prima che il China Bowl chiudesse e aveva fatto richiesta di utilizzare la foto, il nome del locale e la frase come titolo del film. Nel caso ci fossero stati problemi di copyright col nome di Julie Newmar, il piano B era di utilizzare quello di Carol Lynley.
Gary Oldman, Viggo Mortensen e Mel Gibson furono contattati per interpretare Vida Boheme; Oldman rifiutò quasi subito poiché aveva appena terminato di girare Dracula di Bram Stoker, mentre Patrick Swayze fu scelto per la parte dopo aver improvvisato un monologo in cui interpretava un ragazzo effeminato preso in giro dai suoi compagni per la sua passione per la danza (elemento autobiografico). Ironicamente, Mel Gibson è citato in una scena del film come esempio di virilità.
Snydersville, il paese dove arrivano le protagoniste, non esiste davvero. Le scene sono state girate nelle periferie di tre diversi paesi, principalmente Loma nel Nebraska. In tale località è rimasto ed è tuttora visibile il cartello con la scritta Welcome to Snydersville usato nel film. Inoltre, Anche se viene spesso detto che la destinazione finale delle tre protagoniste è Hollywood, la scena finale non è stata girata realmente lì, ma a New York, negli stessi giorni e sullo stesso set delle scene iniziali. Curiosamente si è verificata una situazione analoga nel girare il film Priscilla - La Regina del Deserto.
Patrick Swayze dichiarò spesso che la lavorazione di questo film fu particolarmente difficile: ad esempio furono frequenti i litigi tra lui e John Leguizamo, poiché quest'ultimo spesso e volentieri ignorava il copione originale per improvvisare le battute. Inoltre, alla fine delle riprese, tutti e tre i protagonisti bruciarono i loro "abiti da lavoro" perché vestizione e trucco erano stati massacranti. Tuttavia ci furono anche momenti molto divertenti: tra i tre protagonisti fu indetta una gara a chi sembrava più effeminato, e fu vinta da John Leguizamo; inoltre, quando stavano girando la scena in cui Dollard infila una mano sotto la gonna di Vida, Patrick Swayze nascose una pannocchia negli slip: l'espressione sgomenta di Chris Penn è dunque autentica.
Fu girato un finale alternativo in cui le tre drag-queen non raggiungono Hollywood e non si vede l'incoronazione di Chi-Chi. Il film si conclude poco dopo la partenza del trio, con Chi-Chi che dice di non desiderare più la competizione ma di sentirsi perfettamente a suo agio perché è stata amata da qualcuno; Noxeema e Vida la proclamano allora drag queen ufficiale (cambia dunque anche la "quarta fase" per diventare drag- queen, che nel film è diversa) e poi decidono di trovare qualche altro posto per divertirsi. La scena si può trovare nel DVD americano insieme ad una selezione di altre scene tagliate o estese.
Nel film vi sono vari cameo, alcuni non accreditati, di personaggi come Robin Williams (nel ruolo di John Jacob Jingleheimer Schmidt, l'impresario delle tre drag queen), Naomi Campbell (l'ammiratrice di Noxeema nel locale), RuPaul (Pina Coteca, la drag che presenta il concorso), Miss Coco Peru (la rivale di Vida durante il concorso) e l'autentica Julie Newmar (nei panni di sé stessa, incorona Chi-Chi nel finale). Le drag queen che partecipano al concorso nella parte iniziale del film erano quasi tutte autentiche drag queen che tenevano spettacoli nei locali di New York. Nei titoli di coda sono accreditate con il loro nome da drag.
Il golfista americano Chi Chi Rodriguez intentò causa alla produzione del film per aver utilizzato indebitamente il suo nome per una delle protagoniste, ma perse.

### Citazioni e riferimenti culturali
Nei dialoghi del film vengono fatte molte citazioni e omaggi ad altre opere e a personaggi famosi. Le tre protagoniste citano apertamente Jayne Mansfield, Marilyn Monroe, Annette Kellerman, Esther Williams, Dorothy Dandridge e Lena Horne (delle quali viene fornita anche una filmografia parziale), Robert Mitchum, Anne Baxter, Denzel Washington e Mel Gibson. Sono inoltre citati i film Il Mago di Oz, Godzilla, La ninfa degli antipodi, I dieci comandamenti, Il rapporto Pelican e A spasso con Daisy. Nell'edizione italiana, sono stati modificate alcune citazioni di minor riscontro nella cultura nazionale: il riferimento ai Menudo è stato sostituito da Carlos Santana, i Miami Sound Machine da Carmen Miranda, Emma Peel da Barbarella e numerose citazioni di film sono state cambiate con Via col vento del tutto assenti nella versione originale. Una citazione con la quale Noxeema rifiutava di essere paragonata all'attivista afroamericana Rosa Parks, nel doppiaggio italiano è stata cambiata con Blanche di Un tram che si chiama Desiderio. Nella versione originale la stessa Noxeema spiega infine di essere "figlia di Jesse", insinuando che il suo nome da drag possa essere stato scelto in onore di Jesse Jackson. Nel doppiaggio italiano questo riferimento è stato cambiato: Noxeema dice genericamente di essere "una dei Jackson", probabilmente in omaggio ai The Jackson 5
La scena iniziale, in cui le protagoniste sono impegnate a vestirsi e truccarsi, riprende una scena simile vista in Scandal - Il caso Profumo. Dopo la premiazione Vida è vestita esattamente come Jack Lemmon in A qualcuno piace caldo. Poco dopo le tre protagoniste passano davanti a un cinema: appesi in bacheca si possono vedere i poster di Nightmare - Nuovo incubo, Lo specialista e Piccoli campioni.
La scena del "Drappeggio nel Deserto" (in originale Desert Storm come l'operazione militare della Guerra del Golfo) si svolge con il sottofondo della colonna sonora di Wonder Woman; alcuni gesti delle protagoniste ricalcano quelli di Samantha (Elizabeth Montgomery) in Vita da strega e di Jeannie (Barbara Eden) in Strega per amore.
Vida regala a Billy Budd, il commesso del negozio di abiti, l'autobiografia di Diana Vreeland dal titolo D.V.. Il libro esiste veramente, ma il brano da lui letto non appare nel testo a parte la frase "Dio, quanto amavo Parigi!" che però è il titolo di un capitolo.
Nella scena in cui gli abitanti di Snydersville danzano insieme, le tre protagoniste sono vestite con gli stessi colori delle Buone Fatine de La Bella Addormentata nel Bosco.
La scena in cui gli abitanti si prodigano per salvare le protagoniste è un chiaro riferimento a Spartacus.
Durante la Festa delle Fragole, le protagoniste ballano ispirandosi chiaramente alla coreografia per il videoclip di Remember the Time di Michael Jackson.
Vergil e Beatrice prendono i loro nomi dalla Divina Commedia.